# 富良野信用金庫
富良野信用金庫（ふらのしんようきんこ）は、北海道富良野市に本店を置いていた。かつて存在した信用金庫である。

## 沿革
- 1950年5月、富良野町（現富良野市）に富良野信用組合発足
- 1951年、信用金庫法によって富良野信用金庫に改組
- 2001年9月17日、北門信用金庫に4店舗（芦別支店・赤平支店・上芦別支店・滝川支店）の継承を行い、上芦別支店のみそのまま存置された。
- 2002年1月4日、旭川信用金庫に合併される

## 参考資料
- 上富良野町 郷土をさぐる 1、戦後の商業と商業団体
- 上富良野町行政ホームページ→かみふらのの郷土をさぐる会機関誌「郷土をさぐるトップページ」